# アーケロン
アーケロン（Archelonあるいはアルケロン）は、中生代の後期白亜紀カンパニアン期（約7,500万年前）に生息していたカメ。爬虫綱・双弓亜綱・カメ目・プロトステガ科に属する。学名は「古代の亀」または「統治する亀」を意味する。また、中国名は帝亀である。

## 形態
全長約4メートル、甲長2.2メートル、頭骨長約80センチメートル、全幅5メートル弱。体重は2トンにも達したと推定される。現在知られている最大のカメである（現生のウミガメとの関連性は不明瞭）。その甲羅は肋骨が骨質の板ではなく革状の皮膚や角質の板で覆われているだけであるため、軽量化されていた。しかし、その甲に手足を引き込むことができなかったため捕食者に襲われやすく、脚鰭が一つ欠けている化石も珍しくない。恐らく襲撃者はティロサウルスなど大型のモササウルス類であろうと思われる。

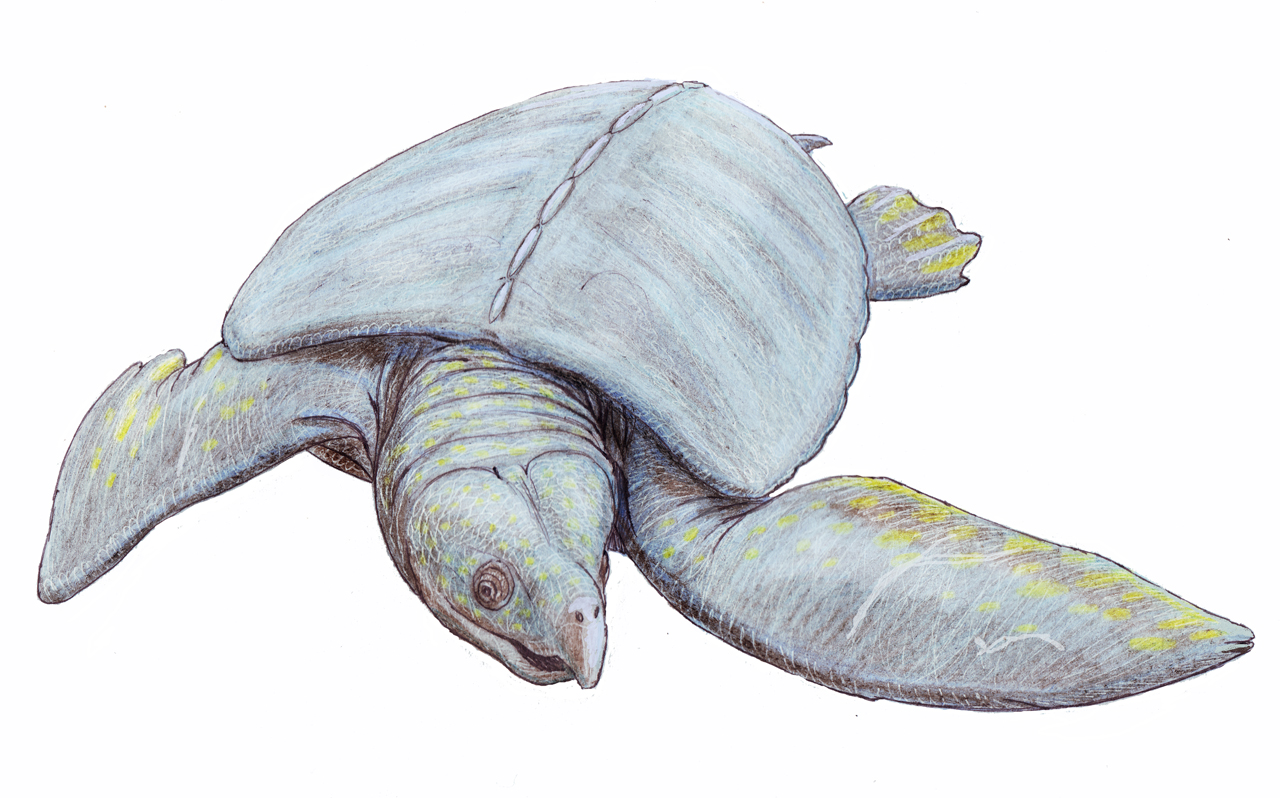
A. ischyros
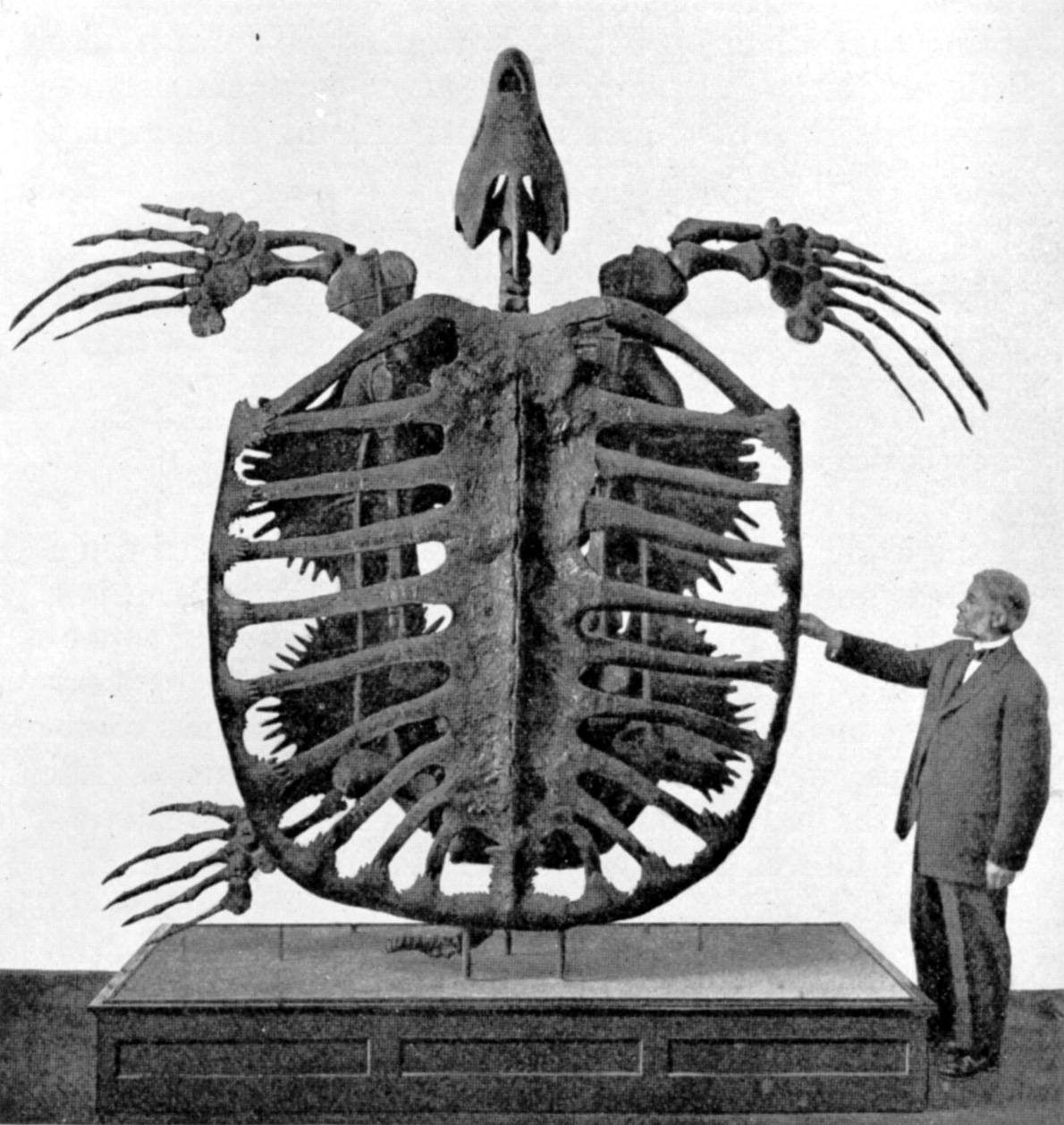
アーケロン骨格。脚鰭が欠損してしまっている。
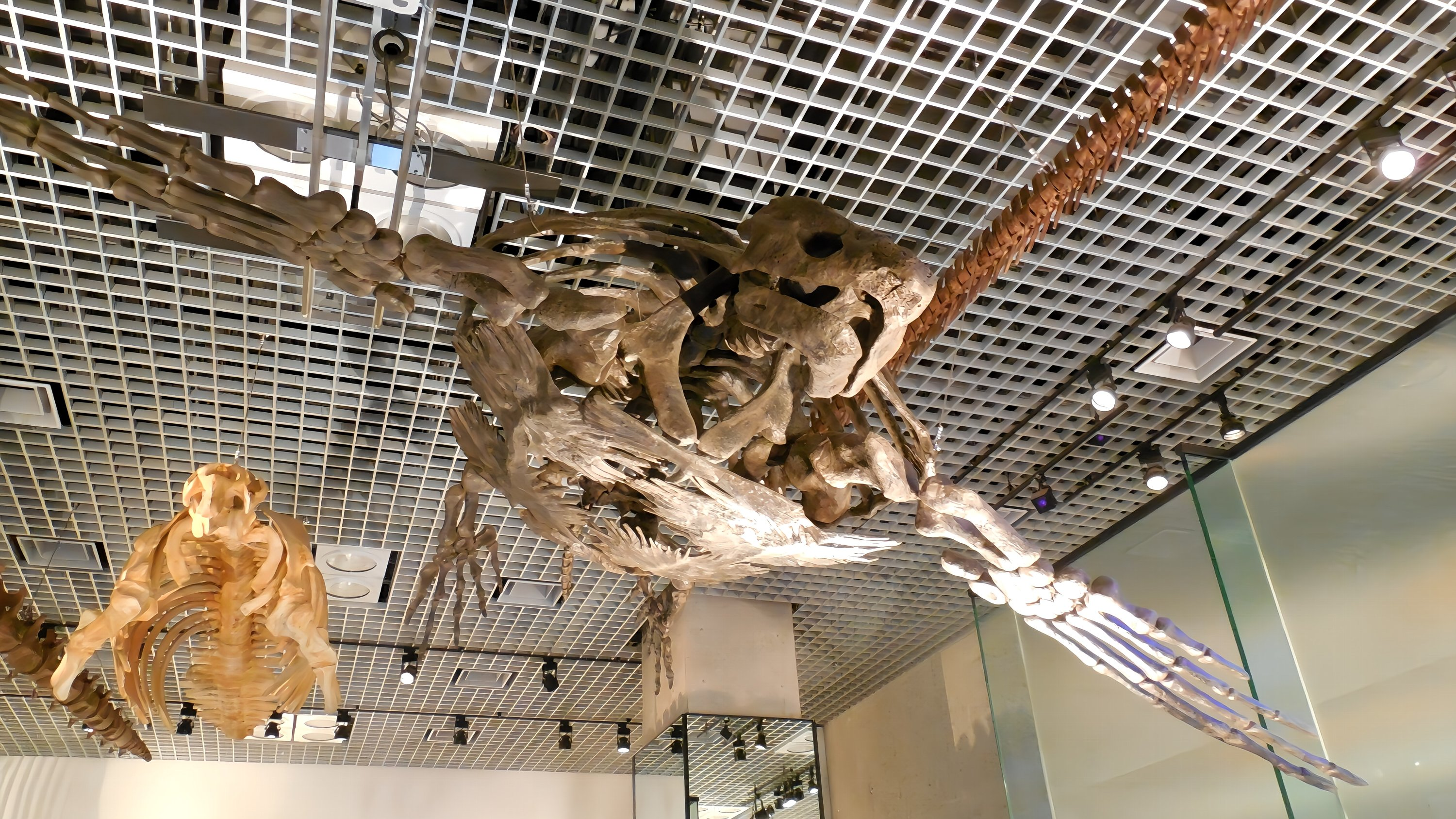
アーケロン・イスチイロスの骨格標本（国立科学博物館・地球館 地下2階）

## 食性
主に海藻や海綿、クラゲ、イカなどを食べていたとされるが、アンモナイトを主食にしていたという説もある。

## 分布
白亜紀の北アメリカ大陸に存在した西部内陸海路（サウスダコタ州・コロラド州の辺り）に生息した。しかし、他の地域からは発見されていない。これは、当時のウミガメが遠洋を回遊する習性または能力がなかったことを示している。